# Yutaihe
Yutaihe (kinesiska: 育太和乡, 育太和) är en socken i Kina. Den ligger i provinsen Hebei, i den norra delen av landet, omkring 280 kilometer nordost om huvudstaden Peking. Antalet invånare är 5 950. Befolkningen består av 3 009 kvinnor och 2 941 män. Barn under 15 år utgör 19,0 %, vuxna 15-64 år 72 %, och äldre över 65 år 7,0 %.
Genomsnittlig årsnederbörd är 590 millimeter. Den regnigaste månaden är juni, med i genomsnitt 158 mm nederbörd, och den torraste är januari, med 2 mm nederbörd.